# Électrochimiothérapie
L’électrochimiothérapie est une approche thérapeutique permettant de délivrer à l’intérieur de la cellule des produits ou médicaments ayant des cibles intracellulaires. Elle est basée sur l’application locale d’impulsions électriques intenses et de courte durée qui perméabilisent la membrane des cellules de façon transitoire et réversible.  L'« électroperméabilisation » permet l’entrée dans les cellules de molécules autrement incapables de traverser la membrane plasmique,. Cette technologie est déjà utilisée en routine en clinique pour traitement de tumeurs cutanées et sous-cutanées (électrochimiothérapie anticancéreuse utilisant la bléomycine ou le cisplatine),,,,,,,,,. 

## Histoire
L’électrochimiothérapie avec la bléomycine fut utilisée pour la première fois sur des patients en France à l’Institut Gustave-Roussy, en 1991, et l’électrochimiothérapie avec du cisplatine fut utilisée pour la première fois en Slovénie  à l’Institut d’Oncologie de Ljubljana. 
Depuis, plus de 4000 patients ont été traités par électrochimiothérapie à travers le monde (Allemagne, Australie, Autriche, Belgique, Bulgarie, Danemark, Espagne, États-Unis, France, Grèce, Hongrie, Irlande, Italie, Japon, Mexique, Nicaragua, Pologne, Portugal, Royaume-Uni, Slovénie, Suède). 
Récemment de nouvelles modalités d’électrochimiothérapie ont été développées pour le traitement de tumeurs internes en utilisant des procédures chirurgicales, endoscopiques ou percutanées pour avoir accès à la zone de traitement,.

## Principe physique
Lorsqu'une cellule est exposée à un champ électrique suffisamment intense, son potentiel trans-membrane augmente, ce qui conduit à des réarrangements structuraux de sa membrane plasmique ,,,,,. Ces changements entraînent une augmentation de la perméabilité de la membrane plasmique permettant aux molécules non-perméantes d'entrer dans la cellule ,,. Ce phénomène (dit électroperméabilisation ou électroporation) est très utilisé par l'« électrochimiothérapie » pour améliorer l’entrée de médicaments anticancéreux dans les cellules. 
Toutes les applications biomédicales de l’électroporation des cellules utilisent des impulsions monopolaires DC courtes et intenses, bien que chez les bactéries ou in vitro (cellules en culture), on puisse utiliser des impulsions dont l’amplitude décroit au cours du temps. In vivo, dans l’organisme entier, l’amplitude des impulsions à appliquer dépend de la nature des tissus et ainsi que de la forme et la position des électrodes. En thérapie antitumorale, l’amplitude des impulsions électriques doit être assez élevée pour atteindre un champ électrique minimal de 400V/cm dans le volume tumoral. La durée des impulsions est généralement de 100 microsecondes . Les premières expériences utilisaient une fréquence de répétition des impulsions de 1Hz. La fréquence de répétition est désormais de 5000Hz, ce qui entraîne beaucoup moins d’inconfort pour le patient et un traitement plus court ,. Dans le cas du traitement des tumeurs situées près du cœur, les impulsions sont synchronisées avec la phase réfractaire absolue du cœur pour chaque battement, afin de minimiser la probabilité d’interaction entre ces impulsions et le fonctionnement du cœur . Les impulsions sont délivrées par série de huit impulsions, série répétée si besoin.

## Description du traitement
Le traitement par électrochimiothérapie consiste à délivrer, soit de façon systématique, soit localement, des médicaments cytotoxiques non-perméants comme la bléomycine ou faiblement-perméants comme le cisplatine, puis à appliquer des impulsions électriques directement sur la zone à traiter lorsque la concentration du médicament dans la tumeur atteint son maximum . 
L’application des impulsions électriques sur les cellules provoque la formation de défauts nanométriques sur la membrane plasmique, défauts qui altèrent la perméabilité de la membrane. À ce stade et pour un certain temps après les impulsions, les molécules cytotoxiques peuvent diffuser librement vers le cytoplasme et exercer leur effet antitumoral. Un bon positionnement de multiples électrodes et l’envoi des impulsions permettent de traiter la lésion dans sa totalité, à condition que la concentration du médicament soit suffisante . Le traitement peut être répété au bout de quelques semaines ou mois dans le cas de lésions de grande taille incomplètement traitées lors de la première séance.

## Efficacité, pertinence clinique
Des études cliniques de phase II ont conclu que l’électrochimiothérapie de métastases ou de tumeurs cutanées ou sous-cutanées avec la bléomycine et le cisplatine ont un taux de réponse objectif de plus de 80 % ,. La réduction de la taille des tumeurs par l’électrochimiothérapie est plus rapide et plus efficace que la chimiothérapie standard pour les tumeurs cutanées et sous-cutanées. Les patients présentant des métastases cutanées de mélanome, sarcome de Kaposi, carcinome spinocellulaire, carcinome basocellulaire, adénocarcinome ou cancer du sein ont été traités avec succès ,,,,,,. Les premiers résultats de l’application de l’électrochimiothérapie aux tumeurs internes comme les métastases de foie est aussi promettant et encourageant.

## Sécurité
L’électrochimiothérapie utilise un moindre dosage de médicament chimiothérapique que la chimiothérapie standard, avec donc des effets secondaires généralement absents. 
Avec une anesthésie adaptée, appliquée pour soulager les symptômes associés à l’application des impulsions électriques, le niveau de douleur pendant l’électrochimiothérapie est acceptable pour les patients. À l’exclusion de la douleur due au passage des impulsions électriques, la contraction musculaire pendant les impulsions électrique est le seul autre inconfort associé à l’électrochimiothérapie ,. Les impulsions entrainent également un arrêt vasculaire. Pendant quelques minutes le flux sanguin est interrompu dans le tissu normal dans la zone traitée par les impulsions électriques ,, mais sa durée est trop courte pour induire des effets liés à une ischémie potentielle. En revanche, dans les tumeurs, le flux sanguin est interrompu pour une durée plus longue. La majorité des patients interrogés pendant l’étude clinique visant à définir les procédures opérationnelles standard européennes de l’électrochimiothérapie (ESOPE) ont dit être prêts à accepter le traitement une autre fois si nécessaire,.

## Usage vétérinaire
L’électrochimiothérapie est aussi utilisée en oncologie vétérinaire chez les chiens, chats ou chevaux. Le traitement est disponible dans des centres en Belgique, Brésil, France, Italie, Irlande, Slovénie, Suisse et le Royaume-Uni pour une grande variété de tumeurs.

## Remarques
L’électrochimiothérapie est approuvée et remboursée dans plusieurs pays de l’Union Européenne (Allemagne, Danemark, Grèce, Italie, Pologne, Portugal, Royaume-Uni et Slovénie). Le dispositif est certifié en tant que dispositif médical et il est proposé sur le marché avec les procédures opérationnelles standard européennes pour l’électrochimiothérapie des tumeurs cutanées et sous-cutanées,.

### Articlse connexes
- Recherche en cancérologie
- Institut Gustave-Roussy

## liens externes
- UMR 8203 Laboratoire Vectorologie et thérapeutiques anti-cancéreuses
- IPBS/Biophysique cellulaire